# Roger Smith (directeur)
Pour les articles homonymes, voir Roger Smith et Smith.
 (août 2020).
 (août 2020).
Le contenu est difficilement compréhensible vu les erreurs de traduction, qui sont peut-être dues à l'utilisation d'un logiciel de traduction automatique.
Roger Bonham Smith, né le 12 juillet 1925 à Columbus et mort le 29 novembre 2007 à Détroit, est un industriel et homme d’affaires américain, PDG de General Motors Corporation de 1981 à 1990. Il est largement connu comme le sujet principal du film documentaire Roger et moi de Michael Moore en 1989.

## Biographie
Smith semblait être le dernier des anciens présidents de GM, un bureaucrate conservateur anonyme, qui résistait au changement. Cependant, poussé par l'industrie et les conditions du marché, il supervise certains des changements les plus fondamentaux de l'histoire de GM. Lorsqu’il prend le contrôle de GM, l'entreprise est en proie à sa première perte annuelle depuis le début des années 1920. Sa réputation est ternie par des poursuites judiciaires, des problèmes de qualité persistants, des mauvaises relations de travail, des protestations publiques concernant l'installation de moteurs Chevrolet dans les Oldsmobiles, et par un moteur diesel mal conçu. Pour la première fois, GM perd également des parts de marché au profit de constructeurs automobiles étrangers.
Décidant que GM doit changer complètement sa structure pour être compétitif, Smith institue une transformation radicale. Les initiatives comprennent la consolidation des divisions, la création de coentreprises stratégiques avec des constructeurs automobiles japonais et coréens, le lancement de la division Saturn, des investissements importants dans l'automatisation technologique et la robotique, et une tentative de débarrasser la société de sa bureaucratie peu encline à prendre des risques. Cependant, les objectifs ambitieux de Smith se révèlent trop ambitieux pour être mis en œuvre efficacement face à la culture d'entreprise résistante de la société. Malgré sa vision, il ne parvient pas à intégrer les principales acquisitions de GM ni à s'attaquer aux causes profondes des problèmes fondamentaux de l’entreprise.
Chiffre controversé largement associé au déclin de GM, le mandat de Smith est généralement considéré comme un échec, car la part de GM sur le marché américain passe de 46% à 35% [Quand ?] et la société frôle la faillite au cours de la récession du début des années 1990. En conséquence, CNBC qualifie Smith de « pire PDG américain de tous les temps », en déclarant : « Smith ... a eu la bonne idée mais a peut-être manqué d'intuition pour comprendre comment sa refonte du tapis allait affecter le délicat réseau de communication informelle sur lequel GM comptait ». En 2013, il est inclus dans la liste des « 10 pires chefs de l'automobile » de Fortune, l'écrivain Alex Taylor III déclarant : « Il a gaspillé des milliards en essayant de faire revivre le géant en déclin par la diversification (EDS et Hughes), l'automatisation (usines robotisées), la réorganisation (deux superdivisions B-O-C et C-P-C), la communisation (voitures GM-10 (en)) et l'expérimentation (Saturn). L'héritage de Smith a été une flotte de sosies automobiles[pas clair], un successeur non qualifié et une montagne de dettes qui ont poussé l'entreprise au bord de la faillite en 1992 ». Smith et son héritage restent des sujets d'intérêt et de débat considérables parmi les écrivains et les historiens de l'automobile.

## Carrière

### Débuts avec General Motors
Né à Colombus, dans l'Ohio, fils de Besse Belle (Obetz) et de E. Quimby Smith, Smith obtient sa licence en administration des affaires à l'université du Michigan en 1947, et son MBA à la Ross School of Business de l'université du Michigan en 1953. Il sert dans la marine américaine de 1944 à 1946.
Smith commence sa carrière chez GM en 1949 en tant que commis comptable, et devient trésorier de la société en 1970, puis vice-président l'année suivante. En 1974, il est élu vice-président exécutif chargé des finances, des relations publiques et des relations gouvernementales. Il accède à la présidence de GM en 1981.
Il passe pratiquement toute sa carrière professionnelle au sein de General Motors. 

#### Controverse sur l'usine de Poletown
En 1981, le maire Coleman Young et la ville de Detroit remportent une décision notoire de la Cour suprême du Michigan, Poletown Neighborhood Council v. City of Detroit, qui permet à la ville d'utiliser son pouvoir de domaine éminent pour raser un quartier d'immigrants existant dans le quartier voisin de Hamtramck. Afin de transférer le terrain à GM pour la construction d'une nouvelle usine, la ville condamne les maisons de 4 200 résidents ainsi que de nombreuses églises, écoles et entreprises, y compris l'usine d'assemblage originale de Dodge ouverte en 1914 par John et Horace Dodge où l’on construisait la voiture Dodge Brothers en 1915 ("Dodge Main").
Bien que l'accord soit antérieur au mandat de président de Roger Smith, il  utilise ensuite la construction de la nouvelle usine de Poletown, ainsi que des usines sur un site vierge à Lake Orion, Michigan, et une autre à Wentzville, Missouri pour présenter la technologie qui, selon lui, mènera GM vers une nouvelle ère. Malheureusement, les usines ne tiennent pas leurs promesses et, comme elles sont des repliques d'usines GM existantes, incapables de produire de manière flexible des modèles différents, elles sont finalement considérées par les critiques comme obsolètes le jour de leur ouverture.

### Réorganisation de General Motors
Smith commence la réorganisation de GM qui va définir sa présidence, avec la création en 1981 du groupe mondial Truck and Bus, regroupant sous une même enseigne la conception, la fabrication, la vente et le service après-vente de tous les camions, bus et camionnettes. 1982 voit la création de la division de fabrication de camions et d'autobus, qui regroupe toutes les opérations de fabrication et d'assemblage de camions de ses anciennes divisions, mais qui reste une bureaucratie distincte de celle du groupe des camions et des autobus. 
En 1982, Smith négocie des concessions contractuelles avec les United Auto Workers et coupe les augmentations prévues pour les cols blancs. Après avoir dévoilé un programme de bonus plus généreux pour les cadres supérieurs, qui provoque une réaction de colère de la part du syndicat, Smith est contraint de faire marche arrière. Les relations avec l'UAW, la direction et les actionnaires restent tendues. Les bénéfices s'améliorent en 1983 et Smith commence à dévoiler sa vision de la réorganisation, de la diversification et de la "désindustrialisation". 
L'une des décisions les plus controversées prises pendant le mandat de Smith est l'élimination partielle de l'autonomie divisionnaire en 1984. Dans les années 1920, le PDG Alfred Sloan, Jr. avait créé des divisions semi-autonomes au sein de la société, chacune concevant et commercialisant ses propres véhicules (Chevrolet, Pontiac, Oldsmobile, Buick et Cadillac). Cela était considéré comme un facteur crucial propulsant GM au-delà du leader du marché Ford dans les années 1930. Dans les années 1980, cependant, cette autonomie (qui inclut également la division Fisher Body produisant les carrosseries des voitures et la division GM Assembly les construisant) est considérée comme un modèle commercial dépassé qui a conduit à des redondances inutiles à grande échelle, à des luttes intestines entre les divisions et à une bureaucratie interne gonflée. 

#### Débâcle du GM10
Le principal programme de voitures neuves de Smith avant la réorganisation de 1984, le GM10 (également connu sous le nom de W-body), est qualifié de « plus grande catastrophe de l'histoire industrielle américaine ». À partir de 1982, et pour un coût de 7 milliards de dollars, le plan doit remplacer toutes les voitures de taille moyenne produites par Chevrolet, Pontiac, Oldsmobile et Buick. Le plan est d'une ampleur considérable, prévoyant sept usines qui assembleraient chacune 250 000 voitures, soit 21% du marché automobile américain total. Il est mal exécuté dès le départ, mais la réorganisation de 1984 fait des ravages dans le programme et celui-ci ne s'en est jamais remis. En 1989, l'année précédant le lancement de la dernière des GM10 originales, GM perd 2 000 dollars sur chacune des voitures qu'elle produit. Lorsque Fortune lui demande pourquoi GM10 était une telle catastrophe, Smith répond : « Je ne sais pas. C'est une chose mystérieuse. J'ai dit que j'assumerai ma part de responsabilité pour toutes ces choses. J'ai fait partie de l'équipe ». Néanmoins, la plateforme W-body, née du programme GM10, reste en production sous une forme ou une autre jusqu'en 2016.

#### Réorganisation de 1984
Smith s’attaque à la bureaucratie massive de GM avec des résultats désastreux. Un changement radical dans la façon dont GM commercialiserait et construirait les voitures à l'avenir, la réorganisation de 1984 est destinée à rationaliser le processus et à créer de plus grandes efficacités ; en fait, c’est l'inverse qui se produit. En combinant les divisions Fisher Body et GM Assembly en deux groupes, C-P-C (Chevrolet, Pontiac, Canada (en)) pour la construction de petites voitures et B-O-C (Buick, Oldsmobile, Cadillac) pour la construction de grandes voitures, l'effort est critiqué par la suite pour avoir créé le chaos au sein de la société. Les relations informelles de longue date qui graissaient les rouages de GM sont rompues, apparemment du jour au lendemain, ce qui entraîne une certaine confusion et le dérapage des programmes de nouveaux produits. La réorganisation stoppe pratiquement GM dans sa course pendant 18 mois, et ne fonctionne jamais vraiment comme prévu, la division CPC construisant des Cadillac et BOC des Pontiac. La réorganisation augmente les coûts et crée de nouvelles couches de bureaucratie lorsque les nouveaux groupes ajoutent du personnel de gestion, de marketing et d'ingénierie, faisant double emploi avec le personnel existant au niveau de l'entreprise et des divisions. Près de dix ans s’écoulent avant que la réorganisation de 1984 ne soit menée à bien et que tous les groupes automobiles ne soient regroupés en une seule division.
Dans les années 1990, le programme de partage des composants entre les divisions de GM, qui avait commencé dans les années 1970 comme moyen de réduire les coûts, devient un problème de marketing. Après que la réorganisation de 1984 ait forcé les divisions à travailler en équipe, le partage des pièces évolue vers le partage en gros de conceptions entières et le simple ré-étiquetage des véhicules pour chaque division. Les observateurs suggérent que les différences entre les automobiles produites et commercialisées par les divisions Chevy, Buick et Oldsmobile sont moins distinctes en conséquence. Les commentateurs du secteur automobile citent l'absence d'une identité de marque distincte et les changements démographiques comme des facteurs cruciaux dans la disparition de la division Oldsmobile en 2004. Les problèmes de GM sont aggravés par le fait que, alors que des plates-formes entières partageent leurs conceptions, les pièces techniques sous la surface, dont les clients ne se soucient pas ou ne remarquent pas, ne sont souvent pas partagées, ce qui permet d'économiser de l'argent. L'analyste David Cole résume la situation : « L'ingénierie était déphasée de 180 degrés. Les voitures GM se ressemblaient à l'extérieur mais étaient toutes différentes à l'intérieur ».

#### Effort de modernisation
L'un des thèmes qui marque le mandat de Roger Smith est sa vision de la modernisation de GM à l'aide de technologies avancées. Certains ont suggéré qu'il était en avance sur son temps en essayant de créer une organisation du XXIe siècle dans une entreprise qui n'était pas prête pour cette technologie. Il envisage des usines « sans lumière », où les seuls employés sont ceux qui supervisent les robots et les ordinateurs. Les syndicats voient évidemment cela d'un mauvais œil et les relations sont encore plus tendues. Au cours de la décennie des années 80, GM dépense plus de 90 milliards de dollars pour tenter de se refaire, dont une coentreprise en 1981 avec le fabricant japonais de robots Fujitsu-Fanuc. Avec l'entreprise résultante, GMF Robotics, GM devient le plus grand utilisateur de robots au monde. Malheureusement, l'expérience ne répond pas à la vision, les nouveaux robots étant célèbres pour peindre les uns sur les autres au lieu de peindre les voitures, ou pour souder les portes. Finalement, certains systèmes robotiques et automatismes installés dans plusieurs usines sont retirés peu après leur installation. Les sommes étonnantes dépensées sont largement considérées comme de l'argent gaspillé. En réponse à un rapport de 1986 sur les dépenses d'investissement sur trois ans projetées à près de 35 milliards de dollars, le vice-président des finances F. Alan Smith (sans lien de parenté avec Roger Smith) estime que cette somme pouvait être dépensée pour acheter à la fois Toyota et Nissan, ce qui entraîne une hausse de la part de marché du jour au lendemain, et se demande ouvertement si les dépenses d'investissement proposées rapporteraient les mêmes dividendes ; ce n'est pas le cas. Au moment où ROGER Smith prend sa retraite, GM est passé du producteur le moins cher de Detroit au producteur le plus cher, en partie à cause de la volonté d'acquérir une technologie avancée qui n'a jamais rapporté de dividendes en matière d'efficacité.

#### Acquisitions et désinvestissements
En 1984, Smith a supervisé le rachat par General Motors des Electronic Data Systems de son fondateur Ross Perot pour 2,55 milliards de dollars, à deux fins. D'une part, il s'agissait de moderniser et d'automatiser GM pour atteindre les objectifs de Smith ; d'autre part, il s'agissait d'un effort pour élargir sa base manufacturière à la technologie et aux services. À la suite de l'acquisition d'EDS, Perot est devenu le plus grand actionnaire unique de GM, a rejoint son conseil d'administration et est immédiatement devenu une source de friction pour Smith et une critique publique et vocale de la direction de Smith et de GM. En 1986, Smith et le conseil d'administration ont orchestré le rachat des actions GM de Perot pour 743 millions de dollars, avec une prime substantielle par rapport à la valeur de marché des actions. Perot a accepté le rachat, mais a publiquement dénoncé les dépenses comme étant scandaleuses à un moment où GM fermait des usines et licenciait des travailleurs. Il a annoncé qu'il mettrait l'argent sous séquestre pour donner au constructeur automobile une chance de reconsidérer sa décision, mais n'a jamais réellement séquestré les fonds. 
Cette fusion est décrite en détail dans le livre Call Me Roger d'Albert Lee, un ancien rédacteur de discours de GM, 1988,  (ISBN 0-8092-4630-9). La structure de l'opération était inhabituelle dans la mesure où EDS serait détenue par GM, mais Smith a promis qu'elle permettrait à Perot d'être autonome pour diriger la société. En outre, les actions d'EDS sont devenues des actions spéciales de GM de "classe E", distinctes des actions normales de GM, ce qui a failli entraîner le retrait de GM de la New York Stock Exchange. Perot a finalement accepté l'accord, car, comme le dit Lee, il était convaincu de l'idée de sauver des millions d'emplois américains en aidant GM à lutter contre la concurrence japonaise.
La relation entre Smith, Perot et les dirigeants d'EDS s'est rompue ouvertement en septembre 1985, lors d'une réunion à Dallas qui a mis en évidence la question de la rémunération des dirigeants d'EDS. Smith était réticent à accepter le plan d'EDS, remplaçant un plan de son cru. Décrit dans Irreconciliable Differences par Doron Levin, le directeur financier d'EDS expliquait à Smith que le plan de GM leur semblait inférieur, lorsque Smith a perdu son sang-froid. "Les gens présents dans la salle se souviendront plus tard de l'explosion de colère de Smith comme étant à la fois merveilleuse et terrifiante : merveilleuse pour les couleurs et les sons extrêmes qu'elle a apportés dans la salle, terrifiante parce qu'aucun d'entre eux n'avait jamais vu quelqu'un perdre aussi complètement son sang-froid dans une réunion d'affaires. Les officiers de l'EDS ont regardé avec incrédulité le président de la plus grande et de la plus puissante entreprise du monde perdre son sang-froid".
Il s'est ensuivi l'une des batailles d'entreprise les plus vitrioliques des années 1980, avec l'échange public de barbes entre Perot et Smith par le biais des médias, qui a fait déborder le vase sur toutes les publications d'entreprise aux États-Unis. Perot s'en est pris notoirement à Smith dans un article exclusif de Fortune Magazine en 1988, en déclarant "Ma question est la suivante : pourquoi n'avons-nous pas libéré leur potentiel ? La réponse est : le système de General Motors. C'est comme une couverture de brouillard qui empêche ces gens de faire ce qu'ils savent devoir faire. Je viens d'un environnement où, si vous voyez un serpent, vous le tuez. Chez GM, si vous voyez un serpent, la première chose que vous faites est d'aller engager un consultant sur les serpents. Ensuite, vous obtenez un comité sur les serpents, et ensuite vous en discutez pendant quelques années. La ligne de conduite la plus probable est : rien. Vous vous dites que le serpent n'a encore mordu personne, alors vous le laissez simplement ramper sur le sol de l'usine. Nous devons construire un environnement où le premier gars qui voit le serpent le tue". Perot a poursuivi en disant à needle Smith à propos des bureaux opulents de GM au 25e étage à New York, "Une forêt entière de teck doit avoir été décimée pour ce plancher". Smith, qui avait manifestement ignoré l'ironie du PDG de la plus grande société publique du monde se plaignant de l'opulence du bureau privé (que Perot avait personnellement payé pour le meubler) d'un rival, avait répondu aux fréquentes critiques de Perot sur les avantages des cadres de GM un an auparavant, "Le bureau de Perot (à Dallas) 'fait ressembler le mien à un bidonville. Il a des Remingtons ; il a un tableau de Gilbert Stuart accroché au mur. Personne ne court partout en disant "Débarrassez-vous du bureau de Ross"".
Une deuxième grande acquisition en dehors de l'industrie automobile a suivi en 1985, lorsque Smith a annoncé l'achat de Hughes Aircraft Company au Howard Hughes Medical Institute pour 5,2 milliards de dollars. La société a fusionné avec la société Delco Electronics de GM pour former Hughes Electronics.   
Les achats d'EDS et de Hughes par Smith ont été critiqués comme des détournements de ressources peu judicieux à un moment où GM aurait pu investir davantage dans ses principales divisions automobiles. GM s'est séparé d'EDS en tant que société indépendante en 1996. Après quelques acquisitions importantes au milieu des années 1990 par Hughes Electronics (Magnavox Electronic Systems et PanAmSat), GM s'est départie de la plupart des actifs de Hughes de 1997 à 2003, notamment la vente des activités de défense à Raytheon en 1997, la scission de Delphi Automotive Systems en 1999, la cession de Hughes Space and Communications à Boeing en 2000, et l'acquisition des activités restantes de communications et de satellites (principalement DirecTV) par NewsCorp en 2003[réf. nécessaire].

### Solar Challenge
En 1987, Smith choisit de faire participer GM à la première course du World Solar Challenge et engage AeroVironment pour construire un véhicule solaire-électrique gagnant. La voiture résultante, le Sunraycer, remporte facilement la course pour un coût d'un peu moins de 2 millions de dollars. Le succès du Sunraycer conduit a directement au prototype GM Impact conçu par AeroVironment, prévu par la suite pour 25 000 véhicules, qui conduit à son tour à la EV-1,.

## Vie personnelle
Smith a été président du Business Council (en) en 1989 et 1990. Son mandat chez GM a pris fin en 1990, un an après la sortie du populaire documentaire clandestin Roger et moi, dans lequel de nombreux travailleurs déplacés de GM demandaient la retraite de Smith. Smith s'est volontairement retiré de GM, et a ensuite visité les nouvelles installations de Saturn dans le Tennessee, qu'il a concrétisées en 1991.

### Décès
Roger Smith décède le 29 novembre 2007, après une courte maladie non précisée.